# Université d'État de Saint Cloud
L'université d'État de Saint Cloud (en anglais : St. Cloud State University) est une université américaine située à Saint Cloud dans le Minnesota.

## Personnalités liées à l'université

### Étudiants
- Michelle Fischbach, femme politique
- Jodi Huisentruit, présentatrice de télévision

## Source
- (en) Cet article est partiellement ou en totalité issu de l’article de Wikipédia en anglais intitulé « St. Cloud State University » (voir la liste des auteurs).